# Protofinoúgric
El protofinoúgric és el protollenguatge reconstruït per a la família finoúgrica, és a dir, l'avantpassat de les llengües sàmiques o fineses, com el finès i el sami, i les llengües úgriques, com l'hongarès. L'idioma mare és el protouràlic, del qual van sortir el protofinoúgric i el protosamoiede. Això no obstant, aquesta classificació té alguns problemes. El protofinoúgric també es pot considerar com una agrupació geogràfica de dialectes protouràlics, ja que hi ha poques diferències. S'ha suggerit que el protofinoúgric es va arribar a parlar des del mar Bàltic fins als Urals.
Segons Robert Austerlitz, el protofinoúgric tenia set casos: nominatiu, acusatiu, genitiu, locatiu, al·latiu, ablatiu i adverbial.